# Denemarken op het Eurovisiesongfestival 1959
Denemarken nam deel aan het Eurovisiesongfestival 1959 in Cannes, Frankrijk. Het was de derde deelname van het land op het Eurovisiesongfestival.

## Selectieprocedure
DR was verantwoordelijk voor de Deense bijdrage voor de editie van 1959. De selectie verliep via de jaarlijkse Dansk Melodi Grand Prix, die plaatsvond op 12 februari 1959 en werd gepresenteerd door Sejr Volmer-Sørensen. Er werd gestemd via een jury van tien personen die één, twee en drie punten te verdelen hadden. De winnaar van deze editie was Birthe Wilke die haar land ook al in 1957 vertegenwoordigde, samen met Gustav Winckler, en een derde plaats behaalden.

#### Uitslag
Alleen de top 3 klasseringen werden bekendgemaakt.
| Startplaats | Artiest                           | Lied                                 | Plaats |
| ----------- | --------------------------------- | ------------------------------------ | ------ |
| 1           | Grete Klitgaard & Gustav Winckler | Alt hvad der er værd at få           |        |
| 2           | Grete Klitgaard                   | Det første lille kys                 |        |
| 3           | Gustav Winckler                   | En gang bli'r det vår                |        |
| 4           | Preben Uglebjerg                  | Jer er på vej til dig                | 2      |
| 5           | Birthe Wilke & Preben Uglebjerg   | Latinersangen (Peblinge cha-cha-cha) | 3      |
| 6           | Birthe Wilke                      | Uh, jeg ville ønske jeg var dig      | 1      |

1957 · 1958 · 1959 · 1960 · 1961 · 1962 · 1963 · 1964 · 1965 · 1966 · 1967-1977 · 1978 · 1979 · 1980 · 1981 · 1982 · 1983 · 1984 · 1985 · 1986 · 1987 · 1988 · 1989 · 1990 · 1991 · 1992 · 1993 · 1994 · 1995 · 1996 · 1997 · 1998 · 1999 · 2000 · 2001 · 2002 · 2003 · 2004 · 2005 · 2006 · 2007 · 2008 · 2009 · 2010 · 2011 · 2012 · 2013 · 2014 · 2015 · 2016 · 2017 · 2018 · 2019 · 2020 · 2021 · 2022 · 2023 · 2024 · 2025